# Che Ho-ki
Che Ho-ki (* 13. Oktober 1957 in Taegu) ist ein südkoreanischer Dichter.

## Leben
Che Ho-ki wurde am 13. Oktober 1957 in Taegu geboren. Er studierte am Seoul Institute of  the Arts Kreatives Schreiben und belegte in einem weiterführenden Studium an der Daejeon University das Fach Koreanische Sprache und Literatur. Derzeit unterrichtet er als Professor für Kreatives Schreiben am Seoul Institute of the Arts.
Sein erstes Gedicht veröffentlichte er 1988. Inzwischen zählt Che Ho-ki zu einer der wichtigen Stimme in der südkoreanischen Lyrik. Er versucht in seinen Gedichten die Grenze zwischen Gegenstand und Sprache aufzulösen und nimmt Abstand von der gewöhnlichen emotionalen Verbindung des Inhaltes. So ist zum Beispiel Liebe bei ihm weder Idee noch emotionaler Zustand, sondern er konzentriert sich auf die Körperlichkeit und Sterblichkeit derselben. Auch die Begierde wird in seinen Gedichten vergegenständlicht.
Sein neuester Gedichtband Beim Ringen unvermeidbar unterliegend (레슬링 질 수밖에 없는) erschien im Februar 2014.

## Arbeiten
- 지독한 사랑 Grausame Liebe (1992), ISBN 978-89-320-0556-0
- 슬픈 게이 Der traurige Schwule (1994), ISBN 978-89-320-0715-1
- 밤의 공중전화 Öffentliches Telefon der Nacht (1997), ISBN 978-89-320-0922-3
- 수련 Seerose (2002), ISBN 978-89-320-1342-8
- 손가락이 뜨겁다 Heiße Finger (2009), ISBN 978-89-320-1964-2
- 레슬링 질 수밖에 없는 Beim Ringen unvermeidbar unterliegend (2014), ISBN 978-89-320-2533-9

## Auszeichnungen
- 2007 – 올해의 출판인상 (Verlegerpreis des Jahres)
- 2007 – 제8회 현대시작품상 (Preis für Gegenwartslyrik)
- 2002 – 제21회 김수영 문학상 (Kim Soo-young Literaturpreis)